# Doblatina
Doblatina je naselje v Občini Laško.